# جبره
جبره یک تقسیمات کشوری در سودان است که در خارطوم واقع شده‌است.